# Tityus (geslacht)
Tityus is een geslacht van schorpioenen uit de familie Buthidae. Het omvat soorten die voorkomen in Zuid-Amerika en zuidelijk Midden-Amerika.

## Gif
Het gif van Tityus-soorten kan ook voor mensen dodelijk zijn. In Panama overleden tussen 1998 en 2006 28 mensen, met name kinderen tot 14 jaar oud, door een schorpioenensteek. Het gif bevat cardiotoxines en neurotoxines die inwerken op voltagegevoelige natrium- en kaliumkanalen en hierdoor zorgen voor afgifte van neurotransmitters, catecholamines en inflammatoire mediatoren. Dit zorgt naast systemische effecten zoals gastro-intestinale klachten (misselijkheid, braken en diarree), transpireren en hyperthermie met name voor cardiorespiratoire complicaties, zoals hypo- of hypertensie, cardiale arritmieën (vooral sinusbradycardie en ventrikeltachycardie), hartfalen en acuut longoedeem. Ook pancreatitis is een bekende complicatie van een schorpioenensteek.

## Soorten
Tot het geslacht Tityus behoren meer dan tweehonderd soorten, waaronder:
- Tityus asthenes
- Tityus cerroazul
- Tityus championi
- Tityus dedoslargos
- Tityus festae
- Tityus ocelote
- Tityus pachyurus
- Tityus tayrona